# Awren (obwód Kyrdżali)
Awren (bułg. Аврен) – wieś w Bułgarii, w obwodzie Kyrdżali, w gminie Krumowgrad. W 2023 roku liczyła 319 mieszkańców.